# Vespa luctuosa
Espèce
Vespa luctuosa, également connu sous le nom de Frelon des Philippines, est une espèce de frelons de la famille des Vespidae. C'est l'espèce la plus venimeuse du genre Vespa.

## Répartition
Ce frelon est endémique des Philippines.

## Venin
Le venin de Vespa luctuosa est le plus toxique des venins connus de frelons : sa DL50 chez la souris est de 1600 µg/kg .